# Johan Semps Gade
Johan Semps Gade er en gade på Christianshavn i København, opkaldt efter den nederlandske byplanlægger Johan Semp (1572–1635). Semp var ansvarlig for planlægningen af Christianshavn, der blev anlagt som en ny bydel mellem Amager og Sjælland.

## Historie og udvikling
I den vestlige ende af gaden, hvor Christians Kirke i dag ligger, lå tidligere Hærens Krudtmølle, der senere blev omdannet til et militært laboratorium.
Frem til 1980'erne var området en del af Burmeister & Wains skibsværft. Efter værftets bygninger blev revet ned, blev området udviklet efter en helhedsplan udarbejdet af Henning Larsen Arkitekter. Den nye bebyggelse fik navnet Christiansbro og udgør i dag en moderne bydel ved havnefronten.